# Авось (скелі)
Аво́сь (рос. Авось, яп. Абосу, або Хокаке, яп. Хокаке чи Ханотке) — морські скелі в Охотському морі. Відносяться до Північної групи Великої гряди Курильських островів. Розташовані за 20 км на південний захід від південного кінця острова Маканруши. Адміністративно відносяться до Сєверо-Курильський району Сахалінської області Російської Федерації. Відкриті у 1807 році екіпажем російського вітрильника «Авось» під командуванням лейтенанта Гаврила Давидова Російсько-американської компанії і названі на честь цього корабля.
Скелі являють собою залишки зруйнованого вулканічного конуса. Найвища скеля, бурого кольору, має висоту 35 м. Здалека вона нагадує своїм видом судно, що йде під вітрилами. Біля неї розташовані чотири інші скелі висотою від 7 до 16 м.
Біля скель збираються морські леви, на них гніздяться кайри, мартини та баклани.